# Бужумбура-Мері
Бужумбура-Мері (фр. Bujumbura Mairie) - одна з 17 провінцій Бурунді. Знаходиться на заході країни. Площа - 87 км², населення 497 166 чоловік.
Адміністративний центр - місто Бужумбура, яке також є столицею країни.

## Історія
Утворена 8 листопада 1991 року в результаті поділу провінції Бужумбура на міську частину Бужумбура-Мері і сільську частину - провінцію Бужумбура-Рурал .

## Географія
На півночі і сході межує з провінцією Бужумбура-Рурал, на заході омивається водами озера Танганьїка.

## Адміністративний поділ
Бужумбура-Мері ділиться на 13 комун:
- Buterere
- Buyenzi
- Bwiza
- Cibitoke
- Gihosha
- Kamenge
- Kanyosha
- Kinama
- Kinindo
- Musaga
- Ngagara
- Nyakabiga
- Rohero